# VfB Labiau
VfB Labiau was een Duitse voetbalclub uit Labiau, Oost-Pruisen, dat tegenwoordig tot Rusland behoort en sinds 1946 bekend is onder de naam Polessk.

## Geschiedenis
De club werd in 1919 opgericht als VfL Labiau. De club speelde in de Oost-Pruisische competitie, maar slaagde er nooit in om de hoogste klasse te bereiken. Na de invoering van de Ostpreußenliga in 1926 verzeilde de club zelfs in de derde klasse. Hierna ging de club nog enkele keren op en neer tussen tweede en derde klasse. 
Na de competitiehervorming van 1933 speelde de club in de Bezirksklasse, de tweede divisie. Met één puntje achterstand op Königsberger STV werd de club laatste en degradeerde. In 1937 promoveerde de club weer naar de Bezirksklasse, intussen werd de naam VfB Labiau. Dit was nu meer als de tweede klasse omdat ook de clubs uit de Gauliga Ostpreußen hierin speelden. De club werd met twee punten voorsprong op SpVgg ASCO Königsberg voorlaatste en degradeerde omdat de Gauliga nu terug een zelfstandige reeks werd met tien clubs. Na één seizoen trok de club zich terug en keerde enkel nog in 1942/43 terug. 
Na de Tweede Wereldoorlog viel Labiau onder Rusland en werden de Duitsers verdreven. Alle Duitse clubs in Oost-Pruisen werden ontbonden.